# Jesper Asholt
Jesper Asholt (født 11. maj 1960 i Silkeborg) er en dansk skuespiller og sanger. Han er uddannet fra Aarhus Teater i 1991 og har sidenhen på dette teater medvirket i Richard III. I tv har han optrådt i serier som: Bryggeren, TAXA, Edderkoppen, Mit liv som Bent og Nikolaj og Julie.
Asholt har også kunnet opleves i tv-julekalenderen Jul på Kronborg. Han har også optrådt på bl.a. Nørrebros Teater.
Han har modtaget både Robert- og Bodilprisen for sine roller i Mifunes sidste sang og Kunsten at græde i kor.

## Udvalgt filmografi

### Film
| År   | Titel                                     | Rolle                        | Noter                          |
| ---- | ----------------------------------------- | ---------------------------- | ------------------------------ |
| 1997 | Let's get lost                            | Lille John                   |                                |
| 1998 | Albert                                    | Egons far                    |                                |
| 1998 | Baby Doom                                 | Michael                      |                                |
| 1999 | Bornholms stemme                          | Finn Ole, Ernsts søn         |                                |
| 1999 | Mifunes sidste sang                       | Rud, Krestens bror           | tildelt Robert- og Bodilprisen |
| 2000 | Blinkende lygter                          | Torkilds far                 |                                |
| 2000 | Dykkerne                                  | Simon                        |                                |
| 2000 | Juliane                                   | Kommunehospitalets læge      |                                |
| 2001 | Et rigtigt menneske                       | Tern                         |                                |
| 2001 | Monas Verden                              | Chefen                       |                                |
| 2004 | Afgrunden                                 | Skuespiller Frederik Plesner |                                |
| 2004 | The prince and me                         | Taxachauffør                 | Udenlandsk film                |
| 2005 | Oskar og Josefine                         | Jens Rold, Peders far        |                                |
| 2005 | Far til fire - gi'r aldrig op             | Betjent                      |                                |
| 2005 | Den rette ånd                             | Forsikringsmanden Arne       |                                |
| 2007 | Kunsten at græde i kor                    | Henry, Allans far            | tildelt Robert- og Bodilprisen |
| 2007 | Ledsaget udgang                           | Fængselsbetjenten Bo         |                                |
| 2007 | Guldhornene                               | Kvalm                        |                                |
| 2008 | Far til fire - på hjemmebane              | Lokal betjent                |                                |
| 2010 | Frihed på prøve                           | Fængselsdirektør             |                                |
| 2010 | Smukke mennesker                          | Bingovært                    |                                |
| 2012 | Hvidsten-gruppen                          | Thorup Petersen              |                                |
| 2012 | Fuglejagten                               | Sten, Daniels far            |                                |
| 2014 | Kartellet                                 | Carsten Jørgensen            |                                |
| 2014 | Kolbøttefabrikken                         | Dr. Selmer                   |                                |
| 2014 | Far til fire - Onkel Sofus vender tilbage | Far                          |                                |
| 2015 | Far til fires vilde ferie                 | Far                          |                                |
| 2017 | Gud taler ud                              | Ingemar Glans                |                                |
| 2018 | Kaptajn Bimse og Goggeletten              | Kaptajn Bimse                |                                |
| 2019 | Ninna                                     | Ole                          |                                |
| 2019 | Kaptajn Bimse                             | Kaptajn Bimse                |                                |

### Serier
| År        | Titel            | Rolle               | Noter        |
| --------- | ---------------- | ------------------- | ------------ |
| 1992      | Mørklægning      | Kameramand          | Afsnit 1-2   |
| 1996-97   | Bryggeren        | 2. student          | Afsnit 2     |
| 1997-99   | TAXA             | Advokaten           | Afsnit 49    |
| 1999-2000 | Ved stillebækken | Præst               | Afsnit 19-20 |
| 2000-02   | Hotellet         | Peter Smith         | Afsnit 35-36 |
| 2000      | Edderkoppen      | Betjent på stranden |              |
| 2000      | Jul på Kronborg  | Ulrik Juhl          | Julekalender |
| 2001      | Mit liv som Bent | Benjamin Larsen     |              |
| 2002-03   | Nikolaj og Julie | Frank               |              |
| 2013-18   | Badehotellet     | Sagfører Kvist      | Sæson 3 & 4  |
| 2014      | 1864             | Tjele               |              |
| 2014      | Partiets mand    | Poul Glensgaard     |              |
| 2021      | Hvide Sande      | Peter               | Sæson 1      |

### Stemme til tegnefilm
| År   | Titel                 | Rolle            | Noter |
| ---- | --------------------- | ---------------- | ----- |
| 2005 | Robotter              | Hr. Copperbottom |       |
| 2005 | Madagascar            | Giraffen Melman  |       |
| 2006 | Asterix og vikingerne | Asterix          |       |
| 2008 | Madagascar 2          | Giraffen Melman  |       |
| 2010 | Prinsessen og frøen   | Lawrence         |       |
| 2012 | Madagascar 3          | Giraffen Melman  |       |
| 2019 | Toy Story 4           | Gafli            |       |